# GROUND NUTS
GROUND NUTS（グラウンドナッツ）は、日本のロックバンドである。メンバー達は全員熊本県出身。

## 概要
前身はM-CAKEというバンド。当初はニュー・ウェイヴ系のサウンドで、スージー・アンド・ザ・バンシーズのカバーなどもしていた。自主製作テープ「グッド・アンバランス」や「プラトナイズ」、シングル「CHECK ON T-MAP」をリリースし、地元熊本を中心に好セールスを上げる。ヤマハポピュラーソングコンテスト（ポプコン）熊本大会グランプリ受賞やフレッシュサウンズコンテスト出場の経験もあった。また、熊本大学学園祭の恒例ロックイベント「ロック・イン・黒髪」にも毎年出演。博多でも頻繁にライブを行う。1988年に上京直前に、熊本郵便貯金会館で初のホールワンマンライブ「GO TO PARADISE」、全国ツアーを敢行。
1989年8月12日、平成名物TV「三宅裕司のいかすバンド天国」に出場。GROUND NUTSを名乗ったのはこの直前である。「宇宙人と交信したい」というボーカル前田の途方もない夢をそのまま語った、元気の良いキーボードサウンドとボーカルが特徴の『Let's Go³』を完奏。チャレンジャーを獲得してキングNORMA JEANに挑み、キングの小気味良い小刻みなリズムが特徴の『YOU CAN CRY FOR ME』と対決。審査員曰く「伯仲ですね」と評されたが、結果は審査員投票6対1で敗北する。1990年にメジャーデビュー、アルバム1枚、シングル2枚を発表した。
つい「いか天」「ホコ天」出身バンドという先入観を持たれがちだが、音の感触はむしろBO GUMBOSあたりに近かった。解散後もメンバーは各自音楽活動を継続している。
2009年8月2日に行われたアコースティックライブのイベントにて、前田、鍋田、鐘ヶ江の3人が「前田カシ・ユニット」（仮称）として、ステージに立った。秋より、ナベタケンと「サニーサイド・チキンズ」のカズーマンを迎え、「マエカシ&442」としてライブ活動を行っている。
2013年8月18日に東京世田谷区下北沢のライヴハウス251にて前田、鍋田、鐘ヶ江、伊東、プラスサポートドラマーの構成で「グラウンド ナッツ」名義で一夜限りの復活ライヴが行われた。また同年12月15日には、熊本のライヴハウスにて前田、鍋田、鐘ヶ江、伊東、プラスサポートドラマー・カズーマンの構成で、追加公演「Ground Nuts一夜限りの復活祭! 熊本編～ナベタケン50歳生誕記念ライブ！」が行われた。

## メンバー
前田カシ：ボーカル（1965年 - ）
熊本県天草市小松原町出身。
解散後「ラフボーイズ」名義でアマチュア活動をしていた。10年余りの空白期間を経て2009年より、鍋田とカズーマン（元サニーサイドチキンズ）と「マエカシ&442」として再活動中。2013年より「マエカシ」としてソロ活動が中心となっている。
鍋田建：ギター（1963年 - ）
熊本県玉名郡長洲町出身。
ギターの講師をしている。一五一会の教則本に名前があった。2013年現在、前田らと共に「マエカシ＆442」を始め、色々な形態での音楽活動を行っている。
鐘ヶ江隆二：ベース
熊本県阿蘇市出身。
アーティストのベースサポート、シンガーソングライター、ピアノ&ボーカルとしても「Ryuji&THE MOCCO'S」で活動している。
伊東ミキオ：キーボード（1967年1月23日 - ）
熊本県熊本市水前寺町出身。
父親が自衛隊員。元気いっぱいに跳ね回るキーボード演奏にはファンが多かった。1992年に脱退し、現在はウルフルズサポートメンバーなどを務めている。
丸山英秋：ドラム
熊本県山鹿市生まれの育ち。
テレビ朝日系列の銭形金太郎にベテランミュージシャンビンボーとして出演したことがある。
現在は「丸山ヒデアキ」名義でソロのシンガーソングライターとして活動。

## エピソード
- 伊東が上京する際、母親から特大のスイカ二玉を持たされたという。
- イカ天出演時に持っていたプラカードではルビはグランドナッツとなっている。また、叫ぶ詩人の会の曲「あだなの詩」でも「かしくん グランドナッツのボーカル」（「かしくん」はボーカルの前田カシ）と歌われている[1]。
- ボーカルの前田は腰痛もち。
- 上京のとき、熊本弁が抜けずにパン屋さんであ～んぱんとあ～んぱん(あのパンと、あのパン)をくださいと方言で言ってアンパンを二個買ったらしい。

## ディスコグラフィー
シングル
- 『Let's Go³』(1990年、BMG JAPAN)
- 『カンデンチ』(1990年、BMG JAPAN)

アルバム
- 『オーバーソウルの神様』(1990年、BMG JAPAN)